# Rômulo Pires
Rômulo Pires (ur. 6 czerwca 1983 w Ceilândii) – brazylijski model. Według dwutygodnika „Forbes” był czwartym najbardziej utytułowanym modelem męskim na świecie w sezonie 2004/2005.

## Życiorys
Urodził się w Ceilândii w Dystrykcie Federalnym, w Brazylii w rodzinie pochodzenia włoskiego i brazylijskiego. Był mechanikiem samochodowym, kiedy kobieta z przebitą oponą powiedziała, że jest atrakcyjny i ma predyspozycje na zawód modela. W wieku 18 lat po raz pierwszy został poproszony przez fotografa do sesji zdjęciowej. Następnie wziął udział w konkursie prowadzonym przez Elite Model Management z Brazylii i zdobył pierwsze miejsce. Po dwóch latach zwrócił na niego uwagę Karl Lagerfeld i został zatrudniony do występu w głośnych kampaniach dla Chanel i Lagerfeld Gallery. Potem zaczął się pojawiać na sesjach zdjęciowych, pokazach i występach. Stał się twarzą Gucci, Valentino i Pepe Jeans, pracował dla Christiana Diora, Christiana Lacroixa i Jeana-Paula Gaultiera. 
Był wymieniony w magazynie „People” jako jeden z najseksowniejszych żyjących mężczyzn w 2006 i pracował z Helmutem Newtonem. 
Jest żonaty z Thais Dos Santos, brazylijską modelką mieszkającą w Nowym Jorku. Mają syna Romana (ur. 2016).